# Willem Mengelberg Vereniging
De Willem Mengelberg Vereniging is een Nederlandse vereniging die in 1987 werd opgericht om de nagedachtenis aan het werk van de dirigent Willem Mengelberg en zijn tijdgenoten levend te houden.
Inmiddels bestaat deze vereniging uit een weidse kring van musici, muziekhistorici, passieve en actieve bewonderaars van symfonische muziek. Onder hen enkelen die nog persoonlijke herinneringen aan Mengelberg bewaren, liefhebbers die uitvoeringen van deze dirigent ook vandaag nog steeds tot de meest bijzondere rekenen, die het bijzondere geluid van (78-toeren) grammofoonplaten koesteren en mensen met een brede algemene belangstelling voor de wordingsgeschiedenis van het Concertgebouworkest, klassieke muziek en orkestdirectie. 
De vereniging organiseert bijeenkomsten voor leden, en luistersessies waarbij oude opnamen de revue passeren. Zij geeft vier keer per jaar het tijdschrift Mengelberg en zijn tijd uit en onderhoudt ook een website (www.willemmengelberg.nl) waar belangstellenden allerlei wetenswaardige zaken over en rond Mengelberg en zijn tijdgenoten kunnen nalezen.